# Serón de Nágima

Localização de Serón de Nágima

Serón de Nágima é um município da Espanha na província de Sória, comunidade autónoma de Castela e Leão, de área 60,16 km² com população de 262 habitantes (2006) e densidade populacional de 4,22 hab/km².

## Demografia
| Variação demográfica do município entre 1991 e 2004 | Variação demográfica do município entre 1991 e 2004 | Variação demográfica do município entre 1991 e 2004 | Variação demográfica do município entre 1991 e 2004 |
| --------------------------------------------------- | --------------------------------------------------- | --------------------------------------------------- | --------------------------------------------------- |
| 1991                                                | 1996                                                | 2001                                                | 2004                                                |
| 360                                                 | 319                                                 | 279                                                 | 254                                                 |